# Емануеліс Зінгеріс
Емануеліс Зінгеріс (лит. Emanuelis Zingeris; нар. 16 липня 1957, Каунас) — литовський громадський діяч і політик, член Сейму Литовської Республіки.

## Життєпис
Він народився у сім'ї литовських євреїв. Мати була акушеркою, а батько був учителем. Він закінчив середню школу у Каунасі, вступив до філологічний факультет Вільнюського університету, який закінчив у 1981 році. У 1979-1981 роках він працював в Історичному музеї у Каунасі, а потім був серед викладачів кафедри літератури Вільнюського університету, з 1986 року він викладав у вечірньому Вільнюському університеті у Каунасі. Протягом короткого періоду він обіймав посаду голови Палати Книги юдаїки Литви (1988–1989), а пізніше став главою литовського Державного єврейського музею (1989–1990).
Пов'язаний з литовською єврейської громадою, протягом багатьох років він був головою її асоціації. До 2004 року він був директором Єврейського музею у Вільнюсі ім. Гаонів. У 1998 році президент Валдас Адамкус призначив його на посаду президента Міжнародного комітету з дослідження злочинів Сталіна і нацистів у Литві.
На виборах 1990 успішно балотувався до Верховної Ради Литовської РСР як представник Саюдіса. Він був членом парламенту і Ради Сейму Саюдіса, а також його представником в Аргентині. Був у числі підписантів Декларації про відновлення незалежності 11 березня 1990. У парламенті він очолював Комітет у закордонних справах. У 1991 році він став членом делегації на переговорах з Радянським Союзом. Він був ініціатором створення The European Institute for dispersed Ethnic Minorities. У 1989–1991 він належав до Соціал-демократичної партії Литви. Був знову обраний до парламенту у 1992, де працював у Комітеті у закордонних справах, був також литовським представником Парламентської асамблеї Ради Європи (1993–1995). У парламенті наступний термін (1996–2000) був головою Комісії з прав людини.
У 2000 році не отримав свій мандат. У 2004 році він повернувся до парламент від імені Союзу Вітчизни, до якого належав з 1993 року. На парламентських виборах у 2008 році він знову був членом списку Консервативної партії. Безуспішно намагався отримати мандат депутата Європарламенту на виборах 2009 року, у тому ж році він став главою литовської делегації у Парламентській асамблеї Ради Європи. Він також є головою міжпарламентської групи Сейму і Кнесету. У 2010 році він став головою парламентського Комітету у закордонних справах. У 2012 році він був переобраний до парламенту від імені Союзу Вітчизни.
Нагороджений орденом «За заслуги» III ступеня (2007), Командорським Хрестом Ордена Великого князя Гедиміна, медаллю Незалежності Литви, орденом «За заслуги перед Федеративною Республікою Німеччина» і є крос офіцером ордена «За заслуги перед Польською Республікою».
Він володіє їдишем, польською, англійською, німецькою та російською мовами. Одружений, має сина і доньку. Він є братом Марка Зінгеріса.